# 야리 린드로스
야리 유하니 린드로스(핀란드어: Jari Juhani Lindroos, 1961년 1월 31일~)는 핀란드의 은퇴한 아이스하키 선수이다. 자국 프로 리그인 SM-리가에서 활약했으며, 요케리트, 오울룬 캐르패트, JYP 이위배스퀼래에서 활동했다. 핀란드 국가대표 선수로 활동하여 1992년 동계 올림픽에 참가하였다.

## 클럽 경력
피엑새매키에서 태어난 린드로스는 자국 핀란드의 1부 아이스하키 리그인 SM-리가의 팀인 요케리트에서 프로 선수 활동을 시작했다. 1981년부터 1987년까지 요케리트에서 활동한 린드로스는 오울룬 캐르패트에서 2시즌 동안 뛰었고, 1989년에 JYP 이위배스퀼래로 이적했다.
1989년부터 1995년까지 이위배스퀼래 선수로서 팀에서 최고 수준의 활약을 선보였다. 그는 이위배스퀼래의 최고 득점 선수로 군림했고, 팀에서 가장 중요한 선수 중 한 명이었다. 1992년에는 리그 준우승, 1993년에는 리그 3위에 올랐으며, 이위배스퀼래에서 보여준 활약으로 핀란드 국가대표로 발탁될 수 있었다. 1995년 이위배스퀼래를 떠나 자신이 선수 활동을 시작한 요케리트로 복귀했으며, 1996년과 1997년에 핀란드 리그에서 우승했다. 1997년 봄 핀란드 리그를 우승한 후 현역에서 은퇴했다.
린드로스는 SM-리가 정규 시즌 649경기에 출전하여 총 230골과 432어시스트를 기록하여 총 662득점을 기록했다. 플레이오프에서는 66경기에 출전하여 23골, 26어시스트를 기록하여 49득점을 기록했다.

## 국가대표팀 경력
1989년 유니버시아드 국가대표로 발탁되어 불가리아 인민공화국 소피아에서 열린 1989년 동계 유니버시아드 아이스하키 종목에 참가하였다. 핀란드팀은 소련과 체코슬로바키아의 뒤를 이어 3위로 동메달을 획득했다. 1992년에는 프랑스 알베르빌에서 열린 1992년 동계 올림픽에 참가하였고 어시스트 4개를 기록했다. 핀란드 대표팀은 최종 순위 7위에 올랐다.
린드로스는 핀란드 A대표팀 선수로서 23경기에 출전하여 8포인트(2골+6어시스트)를 기록했으며, 핀란드 B대표팀 선수로서 18경기에 출전했다.

## 은퇴 후 경력
현역에서 은퇴한 후 1999년에 스포츠 과학 학사 학위를 취득했다. 이후 이위배스퀼래에 정착하여 스포츠 전문 잡지인 "베이카야"에서 아이스하키 담당 집필진으로 일했다. 2005년 핀란드 아이스하키 명예의 전당에 헌액되었다.